# Riding with Buffalo Bill
Riding with Buffalo Bill é um seriado estadunidense de 1954, gênero western, dirigido por Spencer Gordon Bennet, em 15 capítulos, estrelado por Marshall Reed e Rick Vallin. Foi produzido e distribuído pela Columbia Pictures, e veiculou nos cinemas estadunidenses a partir de 11 de novembro de 1954.
Foi o 54º entre os 57 seriados produzidos pela Columbia Pictures, e apresenta um roteiro livre sobre o lendário Buffalo Bill.

## Sinopse
Neste seriado, o intrépido Buffalo Bill Cody vem em auxílio de Rocky Ford e um grupo de rancheiros para lutar contra o senhor do crime, King Carney, que está tentando manter a nova ferrovia fora do território, a fim de continuar com suas operações ilegais. Então Rocky sugere a Cody que vista o disfarce de um lendário mascarado, conhecido como The Ridin' Terror, que certa vez acabou com os fora-da-lei na região. Em resposta, Cody pede o apoio de Rocky, do colono Reb Morgan e sua irmã Ruth e planeja estratégias ofensivas para erradicar Carney e seu bando. Par tanto ele leva 15 episódios, repletos de emocionantes perseguições, lutas e ação, apoiados por uma competente trilha sonora.

## Elenco
- Marshall Reed … Buffalo Bill Cody
- Rick Vallin … Reb Morgan
- Joanne Rio … María Pérez
- Shirley Whitney … Ruth Morgan
- Jack Ingram … Ace
- William Fawcett … Rocky Ford
- Gregg Barton ... Bart
- Ed Coch … José Pérez
- Steve Ritch … Elko
- Pierce Lyden … Darr
- Michael Fox … King Carney
- Lee Roberts … Zeke

## Capítulos
1. The Ridin' Terror from St. Joe
2. Law of the Six Gun
3. Raiders from Ghost Town
4. Cody to the Rescue
5. Midnight Marauders
6. Under the Avalanche
7. Night Attack
8. Trapped in the Powder Shack
9. Into an Outlaw Trap
10. Blast of Oblivion
11. The Depths of the Earth
12. The Ridin' Terror
13. Trapped in the Apache Mine
14. Railroad Wreckers
15. Law Comes to the West

Fonte:

## Produção
O seriado fez largo uso de cenas de arquivo, usando cenas de filmes westerns e seriados anteriores da Columbia Pictures, em especial do seriado Deadwood Dick, de 1940.